# Andrzej Kazimierz Puzyna
Andrzej Kazimierz Puzyna herbu Oginiec (zm. w 1701 roku) – kasztelan miński w 1697 roku, starosta upicki w 1687 roku, podkomorzy upicki w latach 1666–1687, wojski upicki w latach 1664–1666.
Syn Hieronima, marszałka upickiego i Estery Skrobowiczównej, skarbnikówny upickiej.
Poseł sejmiku poniewieżskiego powiatu upickiego na sejm jesienny 1666 roku. Poseł sejmiku upickiego na sejm nadzwyczajny abdykacyjny 1668 roku. Poseł na sejm 1678/1679 roku.
Był elektorem Jana III Sobieskiego z powiatu upickiego w 1674 roku.
Żonaty z Eufrozyną Chrząstowską herbu Krzywda, cywunianką birżańską pozostawił liczne potomstwo, m.in. Michała, pisarza wielkiego litewskiego.